# Füles (magazin)
A Füles 1957. február 3-a óta Magyarországon megjelenő rejtvényújság. Főszerkesztője Markos Ede; az IQ Press Lapkiadó Kft. adja ki. Megjelenik minden kedden; az előfizetőkhöz pénteken jut el. A szlogenje 2012. június 5-ig: „A rejtvényfejtők lapja”, 2012. június 12-től: „A szórakoztató rejtvénymagazin”.
A lap profilja a gondolkodva szórakoztatás. Kezdettől fogva alapvető sajátossága, hogy minden számában a legváltozatosabb jellegű anyagokat közli. A különféle típusú keresztrejtvények mellett kérdésekkel kombinált cikkek – úgynevezett rejtvénycikkek –, kérdés-felelet játékok – azaz kvízek –, rajzos, ábrás fejtörők, rébuszok, kártya-, sakk- és logikai feladványok, fotós összeállítások találhatók benne. A lap egyik fontos rovata a képregény, amely nem azonos az amerikai képregényekkel, hanem hazai és külföldi klasszikus irodalmi alkotások feldolgozását nyújtja.
A rejtvények és a cikkek aránya 70–30 százalék. Számonként 23–25 keresztrejtvény, 35–40 egyéb fejtörő található benne, ezenkívül számos kvíz, cikk és sztárinterjú. 

## Rovatai
A címlapfotón nevezetes személyiség – színész, énekes, sportoló vagy televíziós sztár – látható, és ugyancsak megjelenik a Füles logója, Füles csacsi grafikája. A címlaphoz kapcsolódik a lapban megjelenő interjú.
A lapban minden héten a legkülönfélébb feladványtípusok találhatók meg a klasszikustól a frissiben kitalált újdonságig. Például Poénvadászat, hagyományos keresztrejtvény, Szókereső, Olasz módra, Kocka vagy vonal, Szám szerint, Öttusa, Bűvös nyolcas és Sudoku.
További ábrás, rajzos fejtörők: Svédasztal, Játékbarlang (benne sakk- és kártyafeladványok is), színes fotós összeállítások, SzemFüles.
A gyerekrovatban könnyed rajzos feladványok és pályázatok találhatók.
Klasszikus és modern irodalmi művek képregény-feldolgozásai kapnak helyet napjainkban két oldalon.
Szöveges rovatok: Fortuna szekerén (a címlaphoz kapcsolódó sztárinterjú), Tanár úr, kérem! (kvízösszeállítás), Ország, város (utazással, világjárással kapcsolatos), Csillagszóró (a mozi és a televízió sztárjairól), Ki mit tud (egyetlen témáról szóló totó), Képes kérdéskoktél (fotós kvízösszeállítás), Wellnessesszer (ismeretterjesztő anyag a wellness világáról), Boszorkányos botanika (növények, gyümölcsök, virágok), Állattárlat (kuriózumok állatokról), Állati kedvencek (érdekességek háziállatokról), Képzelet szárnyán (rejtvényes képzelt interjúk), Jut eszembe... (humoros összeállítás).
A lapban számonként 8-10 pályázat jelenik meg. A legtöbbször keresztrejtvények vagy kvízkérdések megfejtésének beküldőit díjazzák. Minden számban van készpénzdíj és gyerekpályázat. Ezenkívül gyakran sorsolnak ki különféle háztartási eszközöket, elektronikai cikkeket, könyveket és utazásokat. A megfejtéseket postán levélben vagy levelezőlapon, SMS-ben lehet beküldeni vagy telefonon bemondani.

## Története
A rejtvény újságrovatként Kultsár István Hasznos Mulatságok című hetilapjában jelentkezett először 1817-ben, majd a Regélő-Honművész, a Regélő Pesti Divatlap, a Pesti Divatlap, a Honderű és az Életképek is közölt a mai kvíz ősének tekinthető, rímbe szedett találós kérdéseket, nyelvi talányokat.[forrás?] Betűrejtvényeket és rébuszokat a 19. század második felének szatirikus élclapjaiban is találni. A Jókai Mór szerkesztette Üstökösbe Arany János is készített fejtörőket.[forrás?]
A Füles 1957. február 3-án jelent meg először.[forrás?] Kiadója az Ifjúsági Lapkiadó Vállalat – később Ifjúsági Lap- és Könyvkiadó Vállalat – volt. 1992-ben privatizálták, akkortól a holland multinacionális VNU lapkiadó által alapított Erasmus Press Kiadói Kft. gondozásában jelent meg, amelynek neve 1999-ben VNU Budapest Lapkiadó lett.[forrás?] A magazin 2002-ben a VNU-t felvásárló finn média-világcég, a Sanoma WSOY tulajdonába került, és a Sanoma Budapest Zrt. jelentette meg.[forrás?] Jelenlegi kiadója az IQ Press Lapkiadó Kft.
A Füles alapításától 1967-ig 28 oldalon jelentkezett, terjedelme akkor 32+4 oldalra nőtt. Eladott példányszáma az 1970-es évek végén elérte a hétszázötvenezret,[forrás?] bár akkoriban nem volt forgalomban konkurens lap. 1994-ben oldalszáma 40, majd 1995-ben 52 (48+4 színes) oldalas lett. 2005-től a 45 grammos újságnyomó papíron nyomtatott belívből 32 oldal egy kísérőszínnel, 16 oldal pedig négyszínnyomásban jelent meg, 2013. október 22-től pedig teljes színezésben lehet kapni az újságot.[forrás?]
A Fülesnek – jellegénél fogva – módja nyílt rá, hogy kicsit lazább legyen, mint más lapok. Így írhatta 1971-től 1991-ig Rátonyi Róbert Terefere című rovatát, amelynek az az akkoriban példátlannak számító[forrás?] jellegzetessége volt, hogy az interjúalany említést tehetett magánéletéről is.[forrás?] Feltűnt a lap hasábjain Vitray Tamás neve is. Rovata volt a lapban F. Nagy Angélának, Gyurkovics Tibornak, Peterdi Pálnak, Rózsa Györgynek, Szilvási Lajosnak és Vágó Istvánnak. A lap állandó szerzője volt a legendás bűvész, Rodolfo is.
A szerkesztőség 2003-ban, a lap 46. születésnapjára egy élő szamarat kapott ajándékba. 2005-ben a lapot Superbrands-díjjal tüntették ki.
A lapnak a Füles alapításától egészen 1996-ban bekövetkezett haláláig szerkesztője, munkatársa volt Kun Erzsébet, A rejtvény című könyv – és számos egyéb, fejtörőket tartalmazó kötet – szerzője. Ugyancsak alapító tag volt Kristóf Károly, a Ma Este című hetilapban 1924-ben közölt első magyar keresztrejtvény szerkesztője.
Amikor a Füles megjelent – és még utána is hosszú ideig –, alig akadt a magyar sajtóban politikamentes lap. Ezért és persze népszerűségének köszönhetően[forrás?] 1957 és 1987 között a kortárs magyar irodalom olyan kiválóságai írtak számára, mint például Heltai Jenő, Devecseri Gábor, Somlyó György, Darvas Szilárd, Örkény István, Karinthy Ferenc, Királyhegyi Pál, Kolozsvári Grandpierre Emil és Fehér Klára.
A jubileumi 2500. szám pályázatán 2500 eurót sorsoltak ki (a 2014. augusztus 19-én megjelenő 3000. lapszám 1 millió forintos fődíjjal kecsegtetett).[forrás?] Sajtótörténelmi esemény volt, amikor a Füles magazin 3000. száma 2014. augusztus 19-én megjelent.
3800 híresség tűnt fel a borítóoldalain,[forrás?] 2014-ig a legtöbbször (13 alkalommal) Kovács Kati, Kossuth-díjas énekesnő szerepelt a címlapon.

## Pályázatok
A Füles hagyománya, hogy különleges pályázatokat hirdet meg. Előfordult, hogy egy papírfigurára a megfelelő papírgombot kellett felvarrni, valódi cérnával. Sorsoltak ki toronyórát aranylánccal, lyukas aranygarast, 120 kilós hízott sertést, 366 szál kolbászt (ezúttal a mondással ellentétben több volt a kolbász, mint a nap), aranycsengős báránykát, Vasból fakarikát (amely Vas megyéből származott, és még két karika – azaz egy kerékpár – járt hozzá), Szent Péter esernyőjét (a nyelében pénzzel), illetve egy doboz mosóport a hozzá való mosógéppel. 1997 és 1999 között világrekord-méretű skandináv feladvány jelent meg a lapban, amelyhez több pályázat is kapcsolódott.
2008–2009-ben minden hónapban megjelent a Füles Joker című pályázat, amelynek nettó 500 000 forint a nyereményalapja, amely – ha a díjazott az újabb sorsoláson ennél kisebb összeget húzott ki önmaga számára – halmozódott, ezért több millió forintig is felmehetett.

## Munkatársai
A szerkesztőség tagjai[mikor?]: Markos Ede főszerkesztő, Szélyes Krisztina vezetőszerkesztő, Brezvai Edit olvasószerkesztő, Kristóf József művészeti vezető, Gyulai Vera tervezőszerkesztő–szerkesztőségi titkárnő, Mihály Zita, Molnár József, Vincze Árpád rejtvényszerkesztők.
A lap állandó keresztrejtvény-szerkesztői: Demők Attila, Gyócsy Géza, Kresz Károly, Markos Ede, Mihály Zita, Molnár József, Schmidt János, Vincze Árpád.
A szöveges rovatok vezetői, szerzői: Brezvai Edit, Iván Katalin, Mirtse Áron,  Szélyes Krisztina.
A képregények, ábrás rejtvények és karikatúrák rendszeres készítői: Bacsa Gergely, Czifferszky Béla, Fazekas Attila, Hekli Éva, Kiss Ferenc, Laczky István, Menkó László, Rák Béla, Szabó László (Téjlor), Szmodis Imre, Vass Mihály.
A lap főszerkesztői alapításától napjainkig:
- Gál György (1957-től 1958. júniusig)
- Gelléri András (1958-1962-ig felelős szerkesztő, 1962-től 1968-ig főszerkesztő)
- Tiszai László (1968-tól 1992-ig)
- Udvari Gábor (1993-ban)
- Sebes Tibor (1993-tól 1995-ig)
- Bőcs Ferenc (1995-től 1997-ig)
- Nádasi Tibor (1997-től 1998-ig)
- Bodansky György (1998-tól 2000-ig)
- Erős Zoltán (2000-től 2009-ig)
- Markos Ede (2009-től)

A legnevezetesebb képregényrajzolók Korcsmáros Pál és Zórád Ernő voltak.[forrás?] A Füles-figura tervezője a Füles egykori művészeti szerkesztője, Ruszkay György.[forrás?]

## Hatása és elismerése
A Füles honosított meg számos rejtvény- és rovattípust Magyarországon.[forrás?] Ilyen a Poénvadászat (ennek címe is a szerkesztőség leleménye), az Olasz módra, a Futballmeccs a rejtvénypályán és a Plusz egy vicc rejtvény, valamint az úgynevezett rejtvénycikk, amely az ismeretterjesztés sajátos műfaja. A Fülesben jelent meg először szúdoku feladvány is.[forrás?] E találmányok, rovatok egy részéből idővel önálló újság lett. Kvízjátékkal – amely napjaink legnépszerűbb tévéprogramjai közé tartozik – az ötvenes–hatvanas években még csak a Füles hasábjain lehetett találkozni.[forrás?]
A Füles 50. születésnapján a lap első száma megjelenésének évfordulóját, február 3-át a magyar rejtvényfejtők napjává nyilvánították.[forrás?] A Novák Péter–Presser Gábor szerzőpáros dalt komponált a Fülesről.
Minden évben megrendezik a Füles-kupa rejtvényfejtő bajnokságot, ahol az ország legjobb rejtvényfejtői mérkőznek meg egymással.
Iván Katalin, a Füles szerkesztője 2014-ben újságírói életművéért megkapta a Magyar Újságírók Országos Szövetsége Aranytoll díját.